# Кричуново
Кричуново (укр. Кричунове) — село на севере Любашёвского района Одесской области Украины. Центр сельского Совета. Находится на берегу речки Гетманка, впадающей в реку Кодыма.
Дата основания — первая половина XVIII века. Православный храм Св. Михаила построен в 1833—1834 гг. В это время село входило в состав Балтского уезда Подольской губернии.